# マタドール (モニター)
| 写真は「マタドール」。 |                                                                                  |
| 艦歴                   |                                                                                  |
| 発注                   | ウィルトン・フィエノールト造船所                                                 |
| 起工                   | 1876年                                                                           |
| 進水                   | 1878年                                                                           |
| 就役                   | 1879年                                                                           |
| 退役                   |                                                                                  |
| その後                 | 解体処分。                                                                       |
| 除籍                   | 1914年                                                                           |
| 性能諸元（竣工時）     |                                                                                  |
| 排水量                 | 常備：1,968トン                                                                  |
| 全長                   | 63.9m                                                                            |
| 水線長                 | 同上                                                                             |
| 全幅                   | 14.5m                                                                            |
| 吃水                   | 3.2m                                                                             |
| 機関                   | 型式不明石炭専焼水管缶-基 +型式不明レシプロ機関2基2軸推進                        |
| 最大 出力              | 690hp                                                                            |
| 最大 速力              | 7.5ノット                                                                        |
| 航続 距離              | 不明                                                                             |
| 燃料                   | 石炭：109トン                                                                    |
| 乗員                   | 131名                                                                            |
| 兵装                   | クルップ 28cm（22口径）連装砲1基 オチキス 3.7cm（23口径）五連装機砲2基           |
| 装甲                   | 鉄製 舷側：220mm（最厚部） 砲塔：305mm（最厚部） 主砲バーベット：305mm（最厚部） |

マタドール（monitor Matador）は、オランダ海軍が建造したモニター艦であり同型艦はない。

## 概要
本艦はオランダ海軍が自国の沿岸警備のために造り上げた艦である。本艦の特徴として最低限の航行能力を持った平甲板型の幅広い船体による安定性に重点を置いた設計を採っていた。船体が小型のために前弩級戦艦よりも吃水を浅く設計でき、本級は大型艦よりも座礁の危険性を少なくでき、より沿岸部に接近して砲撃が可能となった。

## 参考図書
- 「Conway All The World's Fightingships 1860-1905」（Conway）
- 「Conway All The World's Fightingships 1906–1921」（Conway）